# Alberto María Fonrouge
Alberto María Fonrouge, né le 6 mars 1913 à Lomas de Zamora dans la province de Buenos Aires et mort le 28 mars 2012 à La Falda dans la province de Córdoba, est un homme politique et juriste argentin, cofondateur du Partido Conservador Popular (es) avec Vicente Solano Lima (es).

## Biographie
Il fut élu sénateur national de la province de Buenos Aires et prit ses fonctions le 3 mai 1973. Le coup d'État de mars 1976 interrompit prématurément son mandat avec la dissolution du pouvoir législatif par la junte.
Il fut aussi juge à la Cour suprême, et participa, en tant que représentant d'un parti allié au  Frente Justicialista de Liberación (en) (FREJULI) du général Perón pour les élections de mars 1973 au voyage de retour du général.
Professeur d'université, avocat spécialiste en droit constitutionnel, il est membre de la Commission d'hommage à Carlos Pellegrini (président de 1890 à 1892). Veuf de son premier mariage, il est père de cinq enfants.